# Hounviguè
Houinviguè est l'un des cinq arrondissements de la commune de Bonou dans le département de l'Ouémé au Bénin.

## Géographie
L'arrondissement de Houinviguè est situé au sud-est du Bénin et compte 5 villages que sont Abeokouta, Adido, Allankpon, Atankpe et Hounvigue.

## Démographie
Selon le recensement de la population de 2013 conduit par l'Institut national de la statistique et de l'analyse économique (INSAE), Houinviguè compte 8576 habitants.